# Jéger József
Jéger József (1765 körül – Szeged, 1819. január 10.) a királyi nemzeti főiskolák tanítója.

## Élete
1789-ben lépett a tanítói pályára; 1796-ban Budán tartózkodott; 1799-ben a nagykárolyi nemzeti főiskolák IV. osztálybeli tanítója volt és még 1805-ben is ott tanított; 1808. július 29-én Szegeden a királyi nemzeti főiskolák öregebbik tanítójának választatott meg és a 7. sz. munka előszavában azt vallja, hogy akkor (1809 november) tanítói hivatalának huszadik évét elkezdette. Meghalt 1819. január 10-én Szegeden 54 éves korában.

## Munkái
- Ég. Tekéntetes neMes és VitézLő Pethő Jakab Úr neVének Ünnepes tÜze, égIen azért szÜVÜnkben Is ILLő haLa-aDatosságnak örök LangJa. Buda (1796. Kötelmény.)
- A tekIntetes Urak Pethő és Vernek Jakab legérDeMessebb Urak neVek napJát hIVen Ülő bUzgó aLázatossággaL aJanLott aJtatos VerseI Jeger Józsefnek. Nagy-Károly, (1799.)
- Bölcső ének, melyet tek. nemes és vitézlő Pukay György úr első szülött fiacskájának Pálnak el altatására szerzett. Hely n., 1802.
- Magyar író deák, avagy különbféle irásbeli feltételek, melyeket a magyar nevendékeny ifjuságnak segedelmére és a levél irásban való gyakorlásra szerzett. Kassa, 1803. (Ism. Analen der Literatur 1807.)
- Öröm-oszlop, melyet főt. Nagy Szalatnyai báró Fischer István úrnak, legfelsőbb szathmári római kath. püspöknek örvendetes és emlékezetes beiktatásának alkalmatosságakor XII. Febr. 1805. a nagy-károlyi nemzeti királyi oskolák nevendék ifjuságának ajtatos buzgósága örök tiszteletül emelt. Nagyvárad, 1805. (Költemény. Ism. N. Annalen der Literatur 27. I. 129.)
- Néh. Koji Komáromi György úr hamvainak megtiszteltetésekre írt versek, Hely. n. 1807.
- Szabad Szeged királyi városa felkelő vitéz polgárjaihoz ugymint szeretett szülőihez ejtett gagyogása a szegedi nemzeti fő oslókolák nevendékenyeinek Szent Iván havának 14. 1809. Uo. (Költemény.)
- Atila a magyar nemzethez a holtak mezejéről a magyar genius által. Uo. 1809. (Költ.)
- A szabad Szeged kir. városa kir. nemzeti oskolák igazgatója és város fő-birája Szilber János úrnak dicső neve napján 1809. Uo.
- A magyar haza történetei rövid foglalatban. Szeged, 1810. Online
- Istenhez emelt első gondolatom. Uo. 1810.
- Tiszt. Szabó Lász úrnak N. Kis-Kúnság Dorozsma helysége magasztalt plébánusának neve ünnepére szentelt buzgó emlékezet. Szent Iván hava 27. 1810. Uo. (Költ.)
- T. N. és V. Pisch József György úr, a budai kir. nemzeti oskolák intézőjének, ugyan ezen dicső hivatalra lett magasztaltatása alkalmatosságával a szegedi kir. nemzeti oskolák nevendékenyeinek örvendetes üdvözlése. Uo. 1810. (Költ.)
- Az ártatatlanok ünnepe, melyet szabad Szeged kir. városában a királyi nemzeti főiskolák közönséges nevendékenyei megültek. Uo. 1813.